# Colomys lumumbai
Colomys lumumbai és una espècie de mamífer rosegador de la família dels múrids. Viu a Angola, la República Democràtica del Congo i, possiblement, Zàmbia. Es tracta d'un representant de mida mitjana del gènere Colomys. El seu hàbitat natural són els boscos riberencs. Fou anomenat en honor de Patrice Émery Lumumba, el primer cap de govern de la República Democràtica del Congo després de la independència del país.